# اتوفنپروکس
اتوفنپروکس (به انگلیسی: Etofenprox) با فرمول شیمیایی C۲۵H۲۸O۳ یک ترکیب شیمیایی با شناسه پاب‌کم ۷۱۲۴۵ است. که جرم مولی آن ۳۷۶٫۴۸۸ g/mol می‌باشد. 